# Storstrøm
Nota linguística: Não confundir grevskab (condado) com amt (divisão administrativa)..
Storstrøm foi um amt da Dinamarca de 1970 a 2006. Em 1.º de janeiro de 2007, foi fundido com a região da Zelândia.

## Municípios
O amt de Storstrom tinha 24 municípios:
| - Fakse - Fladså - Holeby - Holmegaard - Højreby - Langebæk - Maribo - Møn | - Nakskov - Nykøbing Falster - Nysted - Næstved - Nørre Alslev - Præstø - Ravnsborg - Rudbjerg | - Rødby - Rønnede - Sakskøbing - Stevns - Stubbekøbing - Suså - Sydfalster - Vordingborg |